# جون جيمس جونز
جون جيمس جونز (بالإنجليزية: John James Jones)‏ هو محامي وسياسي أمريكي، ولد في 13 نوفمبر 1824، وتوفي في 19 أكتوبر 1898. حزبياً، نشط في الحزب الديمقراطي. وقد انتخب عضو مجلس النواب الأمريكي.